# Formica macrophthalma
Formica macrophthalma är en myrart som beskrevs av Oswald Heer 1850. Formica macrophthalma ingår i släktet Formica och familjen myror. Inga underarter finns listade i Catalogue of Life.